# 佐々木洋平 (政治家)
佐々木 洋平（ささき ようへい、1942年3月2日 ‐ ）は、日本の政治家。大日本猟友会会長。
衆議院議員（1期）、岩手県議会議員（4期）を歴任。

## 来歴
岩手県西磐井郡花泉町（現一関市）出身。岩手県立一関第一高等学校、東京農業大学を卒業後、鹿島建設が出資する牧場に就職。間もなく事業撤退により解散。解散後は一時盛岡市役所に勤務した。その後栃木県の酪農協同組合勤務を経て、地元で農業に従事していたが、1979年に岩手県議会議員に当選。当選後は自由民主党に入り、県議を4期務める。1993年自民党衆議院議員小沢一郎の離党に伴い自民党を離党し新生党系会派「研政会」を結成。翌1994年に新生党に入った。同年暮れ、新進党が結党され、同党に入党した。この間岩手県猟友会会長に就任し、現在に至る。
1996年の衆議院議員選挙に岩手3区から、新進党公認で立候補し自民党の志賀節を破り、当選。その後、小沢一郎の側近として行動し新進党の解党により自由党に所属する。
第42回衆議院議員総選挙の自由党公認候補に決定していたが2000年（平成12年）4月5日の首班指名選挙を欠席し、小沢への投票を回避する。解散前になると公認を取り消され保守党に移るが、自民党は既に志賀節を公認していた。得票も前回と比べて8割も減らし、佐々木に代わり自由党公認候補となった新人黄川田徹、元職中村力、元職志賀に次ぐ4位で敗れた。
2010年に大日本猟友会会長に就任。2013年の第23回参議院議員通常選挙で自民党から比例区に立候補することが決まったが、佐々木は70歳を超えていたため、公認決定に際し自民党青年局長の小泉進次郎が「比例候補者の70歳定年制に反する」として異議を申し立てた。これに対して自民党執行部は特例として佐々木の立候補を認めた。選挙は落選した。

## 親族
祖父は戦前に岩手県議や同副議長になり、油島村長を務めた佐々木碩治。
妻の佐々木善子（やすこ、1941年生まれ）は、佐々木と結婚後、農家の嫁となり、地元の生活グループに入り、生活改善に取り組み、岩手県や全国生活研究グループ連絡協議会長に就任。出前餅つき隊「餅モチグループ」を結成、代表となり、阪神・淡路大震災の被災地を始めとする日本国内はもとより、フランスやハワイまで遠征した。また、自宅を改装し、餅や山菜をメインとした予約制の農家レストランを開店した。こうした活動が地域の資源や文化を生かした地方創生の好例として評価され、黄綬褒章を受章した。

## 選挙歴
- 1979年（昭和54年） - 岩手県議会議員通常選挙（無所属）当選[4]。
- 1983年（昭和58年） - 岩手県議会議員通常選挙（自由民主党公認）当選。
- 1987年（昭和62年） - 岩手県議会議員通常選挙（自由民主党公認）当選。
- 1991年（平成3年） - 岩手県議会議員通常選挙（自由民主党公認）当選。
- 1996年（平成8年） - 第41回衆議院議員総選挙（岩手県第3区・新進党公認）当選。103,952。
- 2000年（平成12年） - 第42回衆議院議員総選挙（岩手県第3区・保守党公認）落選。20,000。
- 2013年（平成25年） - 第23回参議院議員通常選挙（比例区・自由民主党公認）落選。56,082。

## 栄典
- 2022年 - 旭日中綬章

## 著書
- 『佐々木洋平自叙伝 狩猟に未来を 猟友会会長、永田町・霞ヶ関を駆ける!』、山と渓谷社、2022年。